# Hermes Neves Soares
Hermes Neves Soares, detto Hermes (San Paolo, 19 settembre 1974), è un ex calciatore brasiliano, di ruolo centrocampista.

## Carriera

### Club
Dopo i brillanti inizi di carriera, Hermes trascorse un periodo giocando nel calcio minore brasiliano, fino a quando il Klub Sportowy Widzew Łódź lo acquistò, all'età di 28 anni, concedendogli una seconda opportunità; dal 2002 il centrocampista gioca nel Campionato polacco di calcio con un certo successo.

### Nazionale
Con la Nazionale di calcio del Brasile ha giocato e vinto il campionato del mondo Under-20 1993.

## Palmarès

### Club

#### Competizioni nazionali
- Campionato paulista: 1

Corinthians: 1995
- Coppa del Brasile: 1

Corinthians: 1995
- Campionato Baiano: 1

Bahia: 1998
- Coppa di Polonia: 1

Jagiellonia Białystok: 2009/10
- Supercoppa di Polonia: 1

Jagiellonia Białystok: 2010
- Campionato polacco di seconda divisione: 1

Zawisza Bydgoszcz: 2012/13
- Coppa di Polonia: 1

Zawisza Bydgoszcz: 2013/14

### Nazionale
- Mondiale Under-20: 1

Australia 1993